# Museo BMW
Il museo della BMW (BMW Museum, in tedesco) si trova nelle immediate vicinanze del centro olimpico di Monaco di Baviera e fu inaugurato nel 1972 poco prima dell'inizio dei Giochi Olimpici del 1972. 
Accanto al museo si trova la famosa Torre BMW, l'edificio dove ha sede il quartier generale mondiale della casa automobilistica BMW. 
Il museo tratta la storia della casa dell'elica. Oltre alle vetture storiche, vengono esposti anche i prototipi dei modelli che eventualmente saranno realizzati in futuro.
L'edificio argenteo futuristico, che da fuori sembra una scodella gigantesca ed è noto popolarmente come "insalatiera" o "ciotola per cereali", fu realizzato dall'architetto viennese Karl Schwanzer che aveva già progettato anche il grattacielo della BMW.

## Galleria d'immagini

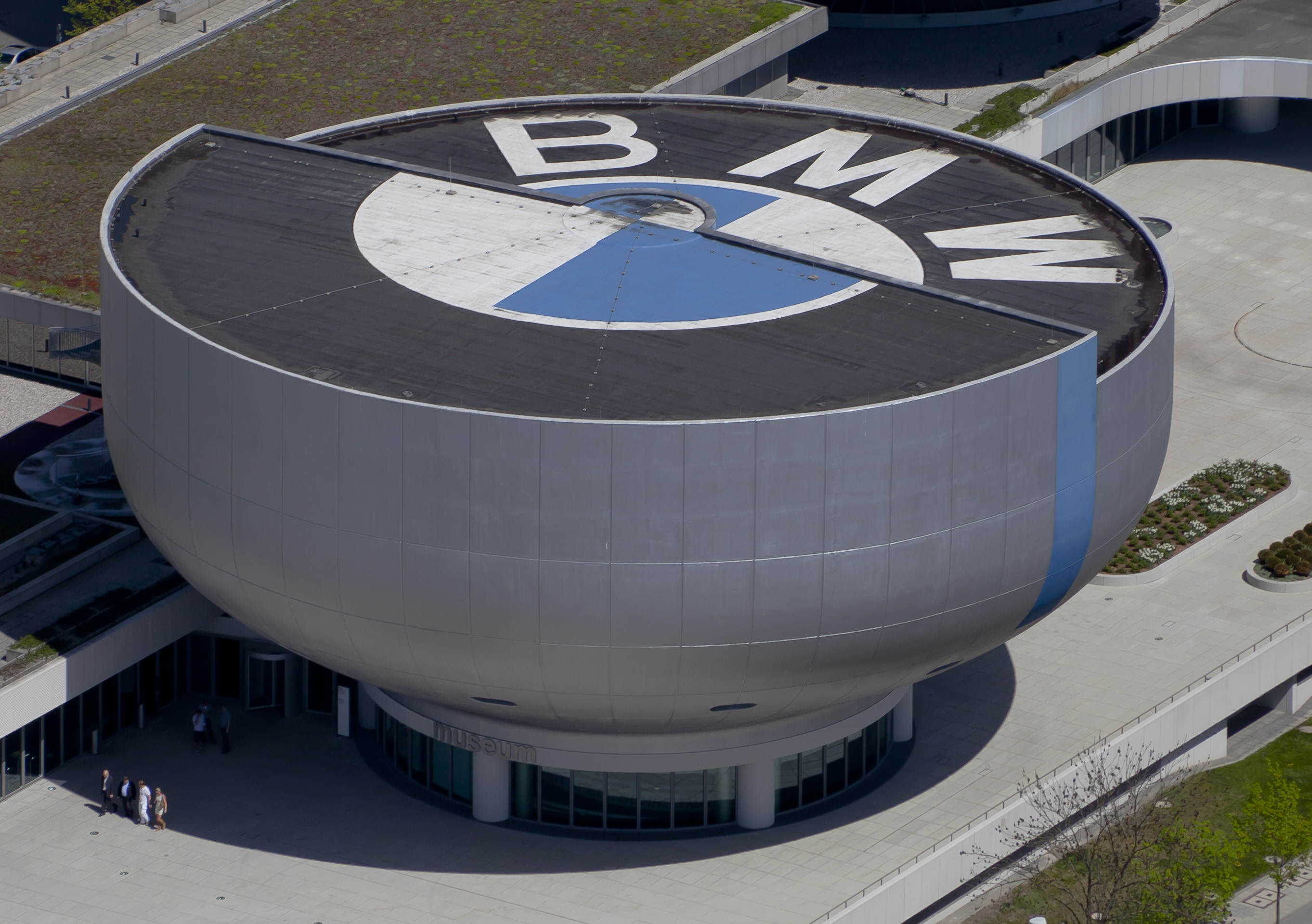
Il Museo BMW da un'immagine aerea
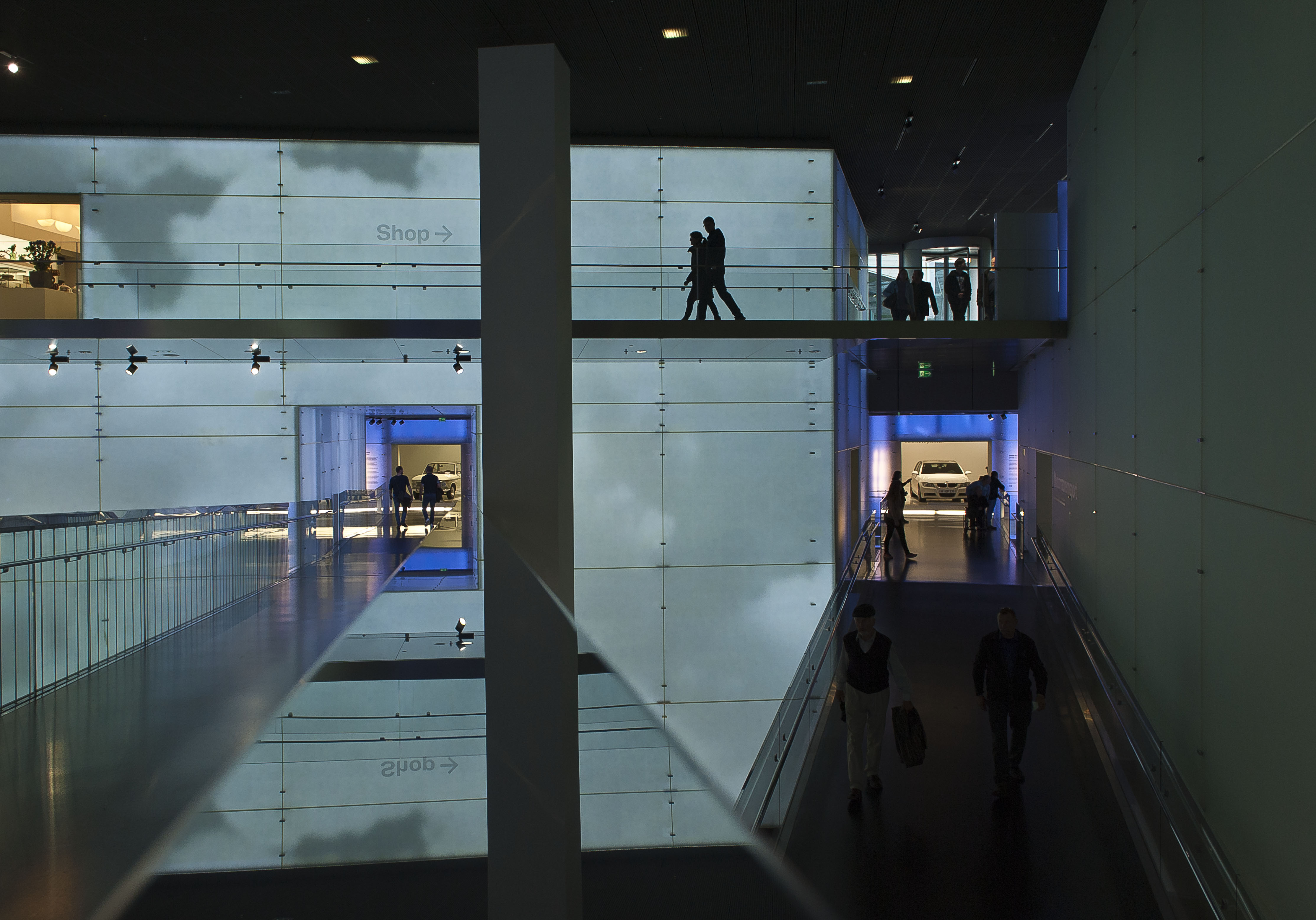
Una parte dell'interno del Museo BMW
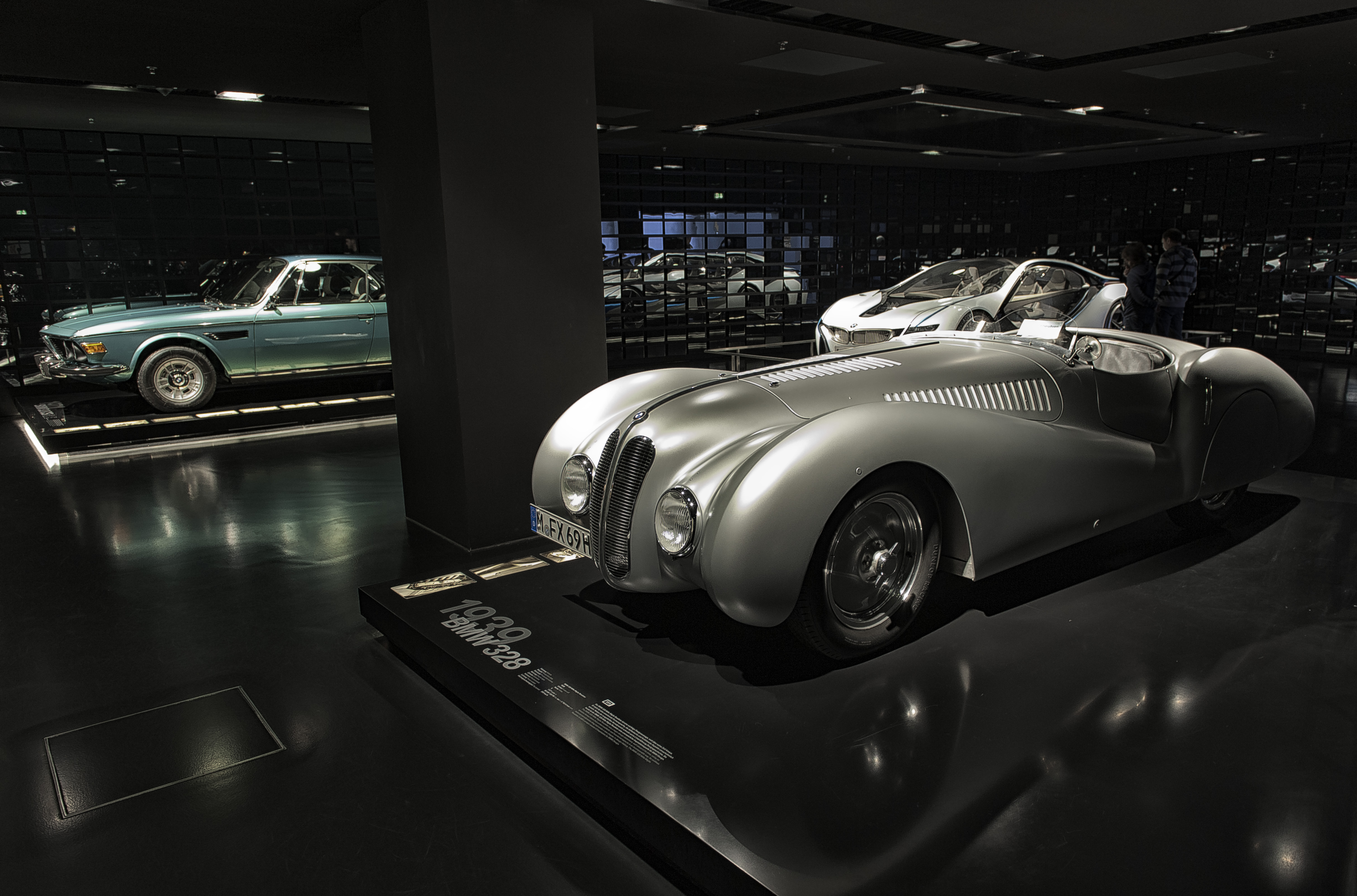
Una parte dell'esposizione del Museo BMW
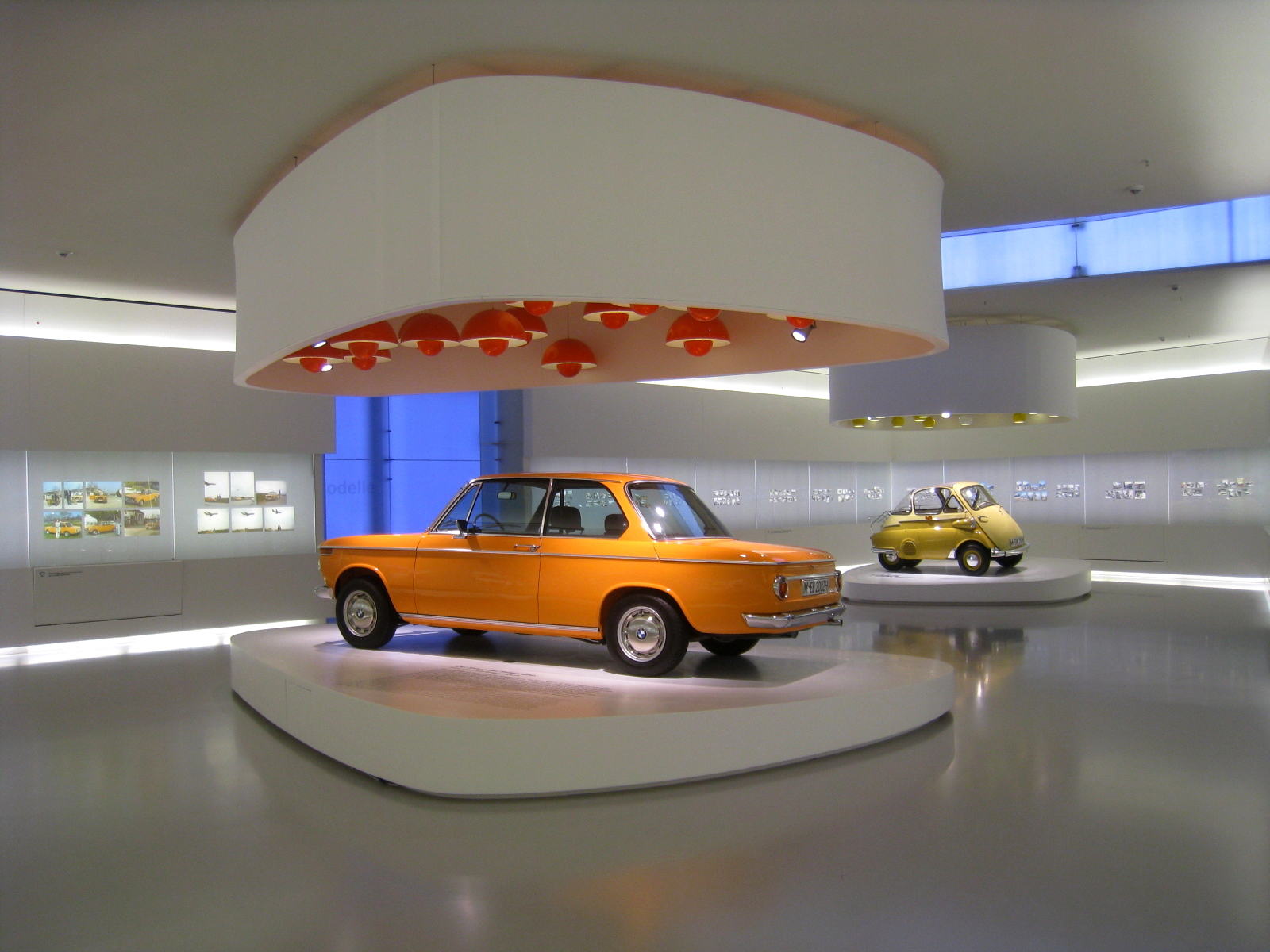
La BMW 02 e la Isetta al Museo BMW
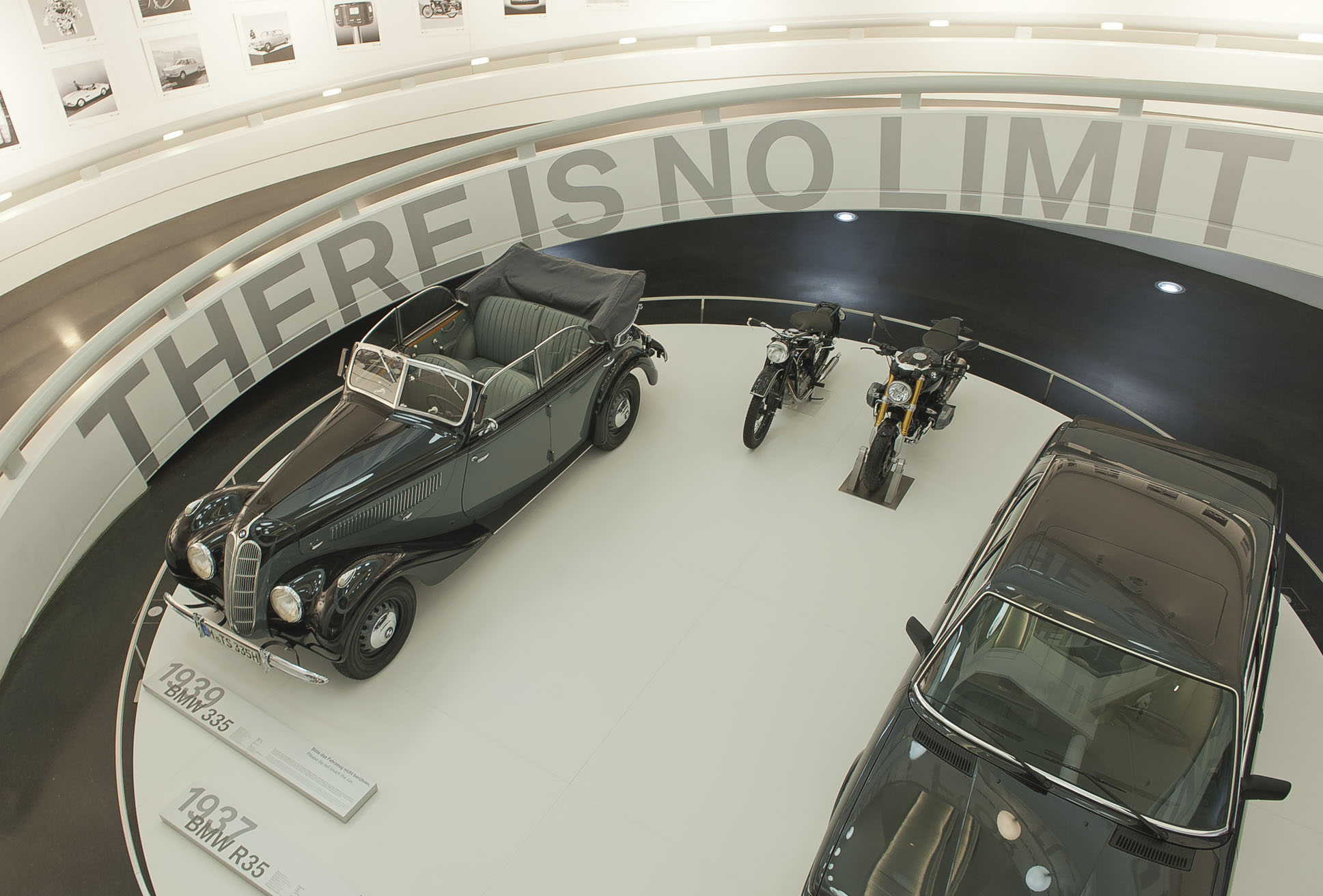
La parte del museo dedicata agli anni 60 della casa bavarese